# Слава Стомперов
«Слава Стомперов» (англ.  The Glory Stompers) — фильм-боевик 1967 года режиссёра Энтони Ланца с Деннисом Хоппером в главной роли.

## Тэглайнфильма
It’s the 'BLACK SOULS' vs. the 'STOMPERS' …in the deadliest cycle-gang war ever waged!

## Сюжет
Фильм рассказывает о двух конкурирующих клубах байкеров. Чино (Деннис Хоппер) — лидер злого мотоклуба Black Souls, а Дэррил (Джоди Маккреа) — член не совсем злых Glory Stompers. Когда банда Чино схватила девушку Дэррила, планируя продать её в секс-рабство в Мексику, тот объединяется со своим старым приятелем, чтобы пойти по следу Black Souls и спасти подругу.

## В ролях
- Дэннис Хоппер — Чино
- Джоди МакКри — Дэррил
- Джок Махоуни — Смайли
- Крис Ноэл — Крис
- Роберт Тесье — Маго